# Григорьева, Вероника Юрьевна
Верони́ка Ю́рьевна Григо́рьева (Переле́шина; род. 30 апреля 1974, Москва) — российский музыковед, преподаватель певческих дисциплин, регент, специалист по древнерусскому знаменному имению. Кандидат искусствоведения (2008).

## Биография
В 1992 году, не имея специальной подготовки, стала регентом храма Спаса Нерукотворного Образа в Перове города Москвы, где оставалась до 2000 года. По совету протоиерея Александра Дасаева, который был настоятелем данного храма, Вероника поступила учиться в ПСТБИ на подготовительное отделение факультета церковного пения Православного Свято-Тихоновского богословского университета, по прохождении которого поступила собственно на факультет церковного пения, где увлеклась изучением древнерусской певческой традиции. «Когда встал вопрос о выборе темы дипломной работы, я подумала, что хотела бы заниматься древнерусской традицией <…> Древнерусские песнопения очень сильно отличаются и по стилистике, и по складу, и по средствам выразительности от того, что звучит сейчас повсеместно. Самое яркое отличие — это пение в унисон. Мелодика, выразительные и художественные средства в древнерусском пении — всё совершенно другое, чем в современном гармоническом». В 2003 году окончила факультет церковного пения. В 2007 году окончила аспирантуру ПСТГУ по специальности «Музыкальное искусство».
С 2002 года преподавала на факультете церковного пения Православного Свято-Тихоновского богословского института (с 2004 года — Православного Свято-Тихоновского гуманитарного университета) ряд практических и теоретических дисциплин: регентское мастерство, курсовой хор, хоровой класс, история и теория древнерусского церковно-певческого искусства, дешифровка древнерусских нотаций, историография русской музыкальной медиевистики. В 2005—2010 годы — заместитель заведующего кафедрой регентования ПСТГУ.
27 июня 2008 года в Государственном институте искусствознания защитила кандидатскую диссертацию «Древнерусские песнопения книги Обиход в литургическом контексте: типология и структура (на материале рукописей Антониево-Сийского монастыря)», написанную под руководством доктора искусствоведения М. В. Богомоловой.
В 2009 году становится певчей, затем головщицей храма Покрова Пресвятой Богородицы в Рубцове (Москва), где в том же году был создан Патриарший центр древнерусской богослужебной традиции. В 2013—2015 годы преподавала в Школе знаменного пения при Патриаршем центре древнерусской богослужебной традиции.
В 2016 года по поручению митрополита Илариона (Алфеева) вместе с Даниилом Григорьевым создаёт хор Патриаршего центра древнерусской богослужебной традиции. С конца 2017 года хор, кроме богослужебной, ведёт и концертно-просветительскую деятельность.
9 марта 2017 года решением Священного Синода Русской православной церкви включена в состав Церковно-общественного совета по развитию русского церковного пения, созданного 27 декабря 2016 года
15 января 2021 года награждена предстоятелем РПСЦ митрополитом Корнилием (Титовым) благодарственной грамотой за исследование и подготовку к публикации научного издания «Древнерусские песнопения Божественной Литургии свт. Иоанна Златоуста. Наонная редакция».

## Публикации
монографии и отдельные издания
- Регентское мастерство. Учебное пособие. — М.: Издательство ПСТГУ, 2008. — 216 с. — ISBN 978-5-7429-0344-4. (с Т. И. Королёвой)
  - Регентское мастерство : Учебное пособие. — 2-е изд., испр. и доп. — Москва : Издательство ПСТГУ, 2022. — 276 с. — ISBN 978-5-7429-1368-9. — 500 экз.
- Образцы церковных песнопений и духовно-музыкальных сочинений : хрестоматия : приложение к учебному пособию «Регентское мастерство» для студентов высших музыкальных учебных заведений, изучающих церковно-певческое искусство, и учащихся регентских школ. — М.: ПСТГУ, 2009. — ISBN 978-5-7429-0317-8. (с Т. И. Королёвой)
- Книга инока Иосифа Ловзунскаго, его знамени и пометы. Певческие Праздники XVII века. Публикация и исследование памятника. — М.: Издательство Московской Патриархии Русской Православной Церкви; Вече, 2014. — 476 с. — 1000 экз. — ISBN 978-5-904720-11-7.
- «Согласникъ» из рукописи РНБ. Соловецкое собрание № 690/752: публикация, исследование и интерпретация памятника. — М.: Изд-во ПСТГУ, 2016. — 45 с. — ISBN 978-5-7429-1035-0. — 200 экз.
- Древнерусские песнопения Божественной Литургии свт. Иоанна Златоуста. Кн. 1: Исследование. — М., 2018. — 434 с. — ISBN 978-5-88017-656-4. — 600 экз.
- Древнерусские песнопения Божественной Литургии свт. Иоанна Златоуста. Кн. 2: Крюковой список. — М., 2018. — 104 с. — ISBN 978-5-88017-657-1. — 600 экз.
- Древнерусские песнопения Божественной Литургии свт. Иоанна Златоуста. Кн. 3: Двознаменный список. — М., 2018. — 133 с. — ISBN 978-5-88017-658-8. — 600 экз.
- Древнерусские песнопения Божественной Литургии свт. Иоанна Златоуста. Кн. 4: Факсимиле. — М., 2018. — 113 с. — ISBN 978-5-88017-659-5. — 600 экз.
- Вопросы типологии и текстологии древнерусских кокизников / под науч. ред. О. Н. Соколовой. — М.: Изд-во ПСТГУ, 2023. — 152 с. — ISBN 978-5-7429-1496-9.
- Нормы литургического произношения : Церковнославянские тексты в источниках XVI—XVII вв. : Учебное пособие по курсу «Богослужебное чтение». — М.: Изд-во ПСТГУ, 2024. — 80 с. — ISBN 978-5-7429-1571-3.

статьи
- Тип роспева и структура песнопений Обихода. Соотношение мелодических и текстовых структур // Ежегодная Богословская конференция ПСТБИ: Материалы 2003. — М., 2003. — С. 461—468.
- О применении различных способов пения по модели в связи с композиционным строем православного богослужения // Ежегодная Богословская конференция ПСТБИ: Материалы 2004. — М., 2004. — С. 632—638.
- Песнопения Всенощного бдения в русской монодийной певческой традиции XVI—XVII вв. // Православная энциклопедия. Т. IX. — М., 2005. — С. 675—676. (в соавторстве с Гусейнова З. М., Старикова И. В.)
- О певческой реализации Непорочных в Обиходах XVII века // Ежегодная Богословская конференция ПСТГУ: Материалы 2006. — М., 2006. — С. 330—336.
- О способах выявления темпо-ритма всенощного бдения в древнерусской певческой традиции // Вестник ПСТГУ. Серия V: Музыкальное искусство христианского мира. — 2007. — Вып. 1 (1). — С. 72—105.
- Песнопения-многогласники в знаменных Обиходах XVII века // Музыковедение. № 2/2008 — М., 2008. — С. 45—51.
- Певческие Обиходы Антониево-Сийского монастыря: некоторые замечания о палеографии и репертуаре // Вестник ПСТГУ. Серия V: Музыкальное искусство христианского мира. — 2009. — Вып. 2 (5). — С. 7—51.
- О прочтении попевки «колесо» в песнопениях знаменного роспева // znamen.ru, 04.05.2010
- К вопросу соответствия записи гласовых и внегласовых указаний Обихода XVII-го века указаниям Устава // Теория и история монодии. Доклады международной конференции Вена 2002. Том 1/2. Редакторы-составители: М. Чернин, М. Пишлёгер. — Брно, 2011. — С. 543—565.
- Методы работы с источниками с целью составления кокизника знаменного роспева на примере попевки «колесо» // Вестник ПСТГУ. Серия V: Вопросы истории и теории христианского искусства. 2011. — Вып. 1 (4). — С. 42-120.
- К проблеме составления кокизника знаменного роспева: методология работы с источниками (на примере попевки «колесо») // Доклад на международной интернет-конференции «Музыкальная наука на постсоветском пространстве — 2011».
- Попевки «стезка», «скачек» и «опромет» в теоретических руководствах и певческих рукописях знаменного роспева (2-я половина XV—XX вв.) // Вестник ПСТГУ. Серия V: Вопросы истории и теории христианского искусства. 2011. — Вып. 2 (5). — С. 7-64.
- «Книга Инока Иосифа Ловзунскаго. Его знамени и пометы» // Вестник ПСТГУ. Серия V: Вопросы истории и теории христианского искусства. 2012. — Вып. 3 (9). — С. 7-54.
  - «Книга инока Иосифа Ловзунскаго его знамени и пометы» // Старообрядчество в России (XVII—XX вв.): Сб. науч. тр. Вып. 5. М., 2013. — С. 86—126.
- Инок Иосиф Ловзунский, выговский первопустынник, и поморская певческая традиция // Святые и святыни Обонежья. Материалы всероссийской научной конференции «Водлозерские чтения —2013», посвященной 380-летию со дня преставления прп. Диодора Юрьегорского, основателя Троицкого монастыря в Водлозерье. — Петрозаводск, 2013. — С. 225—231.
- Ранняя теория помет в древнерусских музыкально-теоретических Руководствах // Вестник ПСТГУ. Серия V: Вопросы истории и теории христианского искусства. 2014. — Вып. 3 (15). — С. 42-76
- Кокизник // Православная энциклопедия. — М., 2014. — Т. XXXVI : Клотильда — Константин. — С. 295—298. — 29 000 экз. — ISBN 978-5-89572-041-7.
- Лествица // Православная энциклопедия. — М., 2015. — Т. XL : Лангтон — Ливан. — С. 628. — 33 000 экз. — ISBN 978-5-89572-033-2.
- «Согласник» из рукописи РНБ. Солов. № 690/752 как звено в осмыслении звукоряда древнерусскими мастеропевцами (публикация и исследование памятника) // Вестник ПСТГУ. Серия V: Вопросы истории и теории христианского искусства. 2015. — Вып. 1 (17). — С. 9-44
- К вопросу об атрибуции киноварных помет в певческих рукописях XVII века // Современные проблемы археографии. Вып. 2. Сборник статей по материалам конференции к 300-летию Библиотеки Российской академии наук 21—24 октября 2014 г. — СПб., 2016. — С. 129—148.
- Ремарка «Христе» в крюковых певческих рукописях середины XVII века // Вестник ПСТГУ. Серия V: Вопросы истории и теории христианского искусства. 2016. — Вып. 1 (21). — С. 29-38
- Нет знака равенства между певческой традицией старообрядцев-поповцев и древнерусской традицией // ruvera.ru, 13 марта 2017
- Песнопения божественной Литургии Песнопения Божественной Литургии наонной редакции: проблемы прочтения древнерусских источников и пути их адаптации для современных богослужебных хоров (Доклад на XXV Рождественских чтениях 26 января 2017 г.) // bogoslov.ru, 3 февраля 2017
- Осмысление звукоряда в древнерусской музыкальной теории // Музыкальная археография-2015. Сборник статей. — М., 2017. — С. 162—171.
  - Осмысление звукоряда в древнерусской музыкальной теории // Гимнология. Вып. 7 — Музыкальная письменность христианского мира: Книги. Нотация. Проблемы интерпретации (к 150-летию Московской консерватории). Сб. статей. Материалы международной научной конференции 12-17 мая 2014 года. — М., 2017. — С. 284—305.
- К вопросу классификации древнерусских музыкально-теоретических руководств по теории степенных помет // Гимнология. Вып. 7 — Музыкальная письменность христианского мира: Книги. Нотация. Проблемы интерпретации (к 150-летию Московской консерватории). Сб. статей. Материалы международной научной конференции 12-17 мая 2014 года. — М., 2017. — С. 306—316.
- Новые данные о ранних (относительных) пометах (на материале рядовых певческих рукописей 1-й пол. XVII в. из С.-Петербургских собраний) // Вестник ПСТГУ. Серия V: Вопросы истории и теории христианского искусства. 2017. — Вып. 26. — С. 76-95.
  - Новые данные о ранних (относительных) пометах (на материале рядовых певческих рукописей первой половины XVII века из Санкт-Петербургских собраний) // Древнерусское песнопение. Пути во времени: Материалы Международного наeчно-творческого симпозиума «Бражниковские чтения» (2011—2016). Вып. 6. — СПб., 2017. — С. 138—141.
- Обиход // Православная энциклопедия. — М., 2018. — Т. LII : Ной — Онуфрий. — С. 238—245. — 39 000 экз. — ISBN 978-5-8957-2059-2.
- Новые данные об авторстве и датировке «опекаловского» роспева // Вестник ПСТГУ. Серия V: Вопросы истории и теории христианского искусства. 2019. — Вып. 34. — С. 111—133
- Ремарка «дикая»: к вопросу о фиксации «странных голосов» в крюковых певческих рукописях XVII в. // Проблемы художественного творчества: сборник статей по материалам Всероссийских научных чтений, посвященных Б. Л. Яворскому / ред. И. В. Полозова. — Саратов : СГК им. Л. В. Собинова, 2020. — 298 с. — С. 22-37.
- «Надгробное» Трисвятое и стихера «Придете ублажим Иосифа» в русской богослужебной традиции // Вестник ПСТГУ. Серия V: Вопросы истории и теории христианского искусства. 2020. — Вып. 40. — С. 77-99.
- Погласица // Православная энциклопедия. — М., 2020. — Т. LVII : Погановская икона Божьей Матери — Православное обозрение. — С. 12—16. — 39 000 экз. — ISBN 978-5-89572-064-6.
- Новые наблюдения о киноварных пометах домезенцевского периода, типологии и текстологии кокизников знаменного роспева (на материале певческих рукописей Антониево-Сийского монастыря) // Древнерусское песнопение. Пути во времени : Сборник статей по материалам Ежегодного международного научно-творческого симпозиума «Бражниковские чтения» 2021 г., Санкт-Петербург, 8-11 ноября 2021 года. Том Выпуск 10. — Санкт-Петербург: Санкт-Петербургская государственная консерватория им. Н. А. Римского-Корсакова, 2022. — С. 162—182.
- О принципах стратификации мелодических формул древнерусских внегласовых песнопений (на примере «опекаловских» «надгробных» песнопений) // Вестник ПСТГУ. Серия V: Вопросы истории и теории христианского искусства. 2023. — Вып. 50. — С. 9—23.
- Певческие рукописи Антониево-Сийского монастыря в Синодальном певческом собрании (ГИМ): палеография и штрихи к истории монастыря и монастырской библиотеки // Вестник ПСТГУ. Серия V: Вопросы истории и теории христианского искусства. 2023. — Вып. 52. — С. 9—32.
- Элементы и структура мелодических формул древнерусских мелизматических песнопений (на примере «опекаловских» «надгробных» песнопений) // Вестник ПСТГУ. Серия 5: Вопросы истории и теории христианского искусства. — 2024. — № 55. — С. 27-43. — DOI 10.15382/sturV202455.27-43.

публицистика
- О пении Божественной Литургии знаменным роспевом в современной приходской практике // Музыковедение. 2007. — № 2. — С. 53—60.
- О русской традиции церковного пения // bogoslov.ru, 28 февраля 2013
- Незабытое старое // Журнал Московской Патриархии. 2014. — № 11. — С. 68—73.
- «Чтобы пробудить интерес к древнерусскому пению, требуется длительное воспитание вкуса» // ruvera.ru, 1 июня 2015
- Некоторые вопросы богослужебной практики по дониконовскому чину: уставной аспект (Доклад на XXIV Рождественских чтениях 26 января 2016 г.) // oldrpc.ru, 2016.
- Некоторые дополнения к статье А. В. Шамарина «Великое Славословие» и к вопросу о наречной редакции // oldrpc.ru, 4 февраля 2016. (в соавторстве с Д. А. Григорьевым)
- Полемика по некоторым вопросам устава богослужения с А. Панкратовым // oldrpc.ru, 29.02.2016 (в соавторстве с Д. А. Григорьевым)
- Интервью с Вероникой Юрьевной и Даниилом Алексеевичем Григорьевыми, руководителями хора Патриаршего центра древнерусской богослужебной традиции // hram1891.ru, 10.03.2019